# Estados Unidos en la Copa Mundial de Rugby de 1991
La Selección de rugby de Estados Unidos fue uno de los 16 participantes de la Copa Mundial de Rugby de 1991 que se realizó en Inglaterra.
Fue la segunda participación de las Águilas en la Copa Mundial de Rugby.

## Plantel
| Nombre              | Posición       | Club                                  |
| ------------------- | -------------- | ------------------------------------- |
| Tony Flay           | hooker         | Old Puget Sound Beach R.F.C.          |
| Pat Johnson         | hooker         | Louisville Rugby Club                 |
| Christopher Lippert | pilar          | Old Mission Beach Athletic Club Rugby |
| Lance Manga         | pilar          | South Jersey R.F.C.                   |
| Norm Mottram        | pilar          | Boulder R.F.C.                        |
| Fred Paoli          | pilar          | Denver Barbarians RFC                 |
| Bill Leversee       | segunda línea  | Old Mission Beach Athletic Club Rugby |
| Kevin Swords (c.)   | segunda línea  | Old Blue R.F.C.                       |
| Chuck Tunnacliffe   | segunda línea  | Bowling Green State University R.F.C. |
| Rob Farley          | ala            | Philadelphia Whitemarsh RFC           |
| Shawn Lipman        | ala            | Santa Monica Rugby Club               |
| Mark Sawicki        | ala            | Chicago Lions                         |
| Jay Wilkerson       | ala            | Belmont Shore RFC                     |
| Brian Vizard        | Número 8       | Old Mission Beach Athletic Club Rugby |
| Tony Ridnell        | Número 8       | Army RFC                              |
| Barry Daily         | medio scrum    | Denver Barbarians RFC                 |
| Mark Pidcock        | medio scrum    | Old Mission Beach Athletic Club Rugby |
| Chris O'Brien       | medio apertura | University of California R.F.C.       |
| Mike de Jong        | medio apertura | Denver Barbarians RFC                 |
| Joe Burke           | centro         | Chicago Lions                         |
| Kevin Higgins       | centro         | Old Mission Beach Athletic Club Rugby |
| Mark Williams       | centro         | Gentlemen of Aspen RFC                |
| Gary Hein           | wing           | University of California R.F.C.       |
| Eric Whitaker       | wing           | Saint Mary's College R.F.C.           |
| Ray Nelson          | zaguero        | Hutchesons' GSFP                      |
| Paul Sheehy         | zaguero        | Washington R.F.C.                     |

## Participación

### Grupo A
| Equipo         | Gan. | Emp. | Per. | A favor | En contra | Puntos |
| -------------- | ---- | ---- | ---- | ------- | --------- | ------ |
| Nueva Zelanda  | 3    | 0    | 0    | 95      | 39        | 9      |
| Inglaterra     | 2    | 0    | 1    | 85      | 33        | 7      |
| Italia         | 1    | 0    | 2    | 57      | 76        | 3      |
| Estados Unidos | 0    | 0    | 3    | 24      | 113       | 0      |
| 5 de octubre de 1991 | Italia                                                                             | 30 – 9 | Estados Unidos                            | Cross Green, Otley,                                            |                                                                |
|                      | Tries: Barba Francescato Vaccari Gaetaniello Con: Domínguez (4) Pen: Domínguez (2) |        | Tries: Swords Con: Williams Pen: Williams | Asistencia: 7500 espectadores Árbitro(s): Owen Doyle (Irlanda) | Asistencia: 7500 espectadores Árbitro(s): Owen Doyle (Irlanda) |

| 8 de octubre de 1991 | Nueva Zelanda                                                                      | 46 – 6 | Estados Unidos    | Kingsholm Stadium, Gloucester,                                     |                                                                    |
|                      | Tries: Wright , Earl Purvis Timu Tuigamala Innes Con: Preston (4) Pen: Preston (2) |        | Pen: (2) Williams | Asistencia: 12.000 espectadores Árbitro(s): Efraim Sklar Argentina | Asistencia: 12.000 espectadores Árbitro(s): Efraim Sklar Argentina |

| 11 de octubre de 1991 | Inglaterra                                                                        | 37 – 9 | Estados Unidos                            | Estadio de Twickenham, Londres,                               |                                                               |
|                       | Tries: Underwood , Carling Skinner Heslop Con: Hodgkinson (4) Pen: Hodgkinson (3) |        | Tries: Nelson Con: Williams Pen: Williams | Asistencia: 45.000 espectadores Árbitro(s): Les Peard (Gales) | Asistencia: 45.000 espectadores Árbitro(s): Les Peard (Gales) |